# میلوش استانویویچ
میلوش استانویویچ (صربی: Miloš Stanojević؛ زادهٔ ۲۰ نوامبر ۱۹۹۳) بازیکن فوتبال اهل صربستان است.
از باشگاه‌هایی که در آن بازی کرده‌است می‌توان به باشگاه فوتبال راد اشاره کرد.
وی همچنین در تیم ملی فوتبال صربستان بازی کرده‌است.